# Груд (Польща)
Груд (пол. Hrud) — село в Польщі, у гміні Біла Підляська Більського повіту Люблінського воєводства. Населення — 535 осіб (2011).

## Історія
1666 року вперше згадується церква в селі.
За даними етнографічної експедиції 1869—1870 років під керівництвом Павла Чубинського, у селі переважно проживали греко-католики, які розмовляли українською мовою.
У міжвоєнні 1918—1939 роки польська влада в рамках великої акції руйнування українських храмів на Холмщині і Підляшші перетворила місцеву православну церкву на римо-католицький костел.
У 1975—1998 роках село належало до Білопідляського воєводства.

## Населення
Демографічна структура станом на 31 березня 2011 року:
|          | Загалом | Допрацездатний вік | Працездатний вік | Постпрацездатний вік |
| -------- | ------- | ------------------ | ---------------- | -------------------- |
| Чоловіки | 262     | 58                 | 178              | 26                   |
| Жінки    | 273     | 62                 | 153              | 58                   |
| Разом    | 535     | 120                | 331              | 84                   |